# Sídla v Chorvatsku
Zde jsou uvedeny seznamy sídel v Chorvatsku
Chorvatsko je rozděleno do 21 žup, které jsou dále děleny na 428 opčin a 129 měst (s podobným statusem jako opčiny). Celkem se v Chorvatsku nachází 6 756 samostatných sídel, z čehož je 6 606 sídel obydlených a 150 trvale neobydlených.

## Sídla

### Podle abecedy

Mapa žup v Chorvatsku

Mapa všech měst a opčin v Chorvatsku

- Seznam sídel v Chorvatsku, A
- Seznam sídel v Chorvatsku, B
- Seznam sídel v Chorvatsku, C
- Seznam sídel v Chorvatsku, Ć
- Seznam sídel v Chorvatsku, Č
- Seznam sídel v Chorvatsku, D
- Seznam sídel v Chorvatsku, Đ
- Seznam sídel v Chorvatsku, E
- Seznam sídel v Chorvatsku, F
- Seznam sídel v Chorvatsku, G
- Seznam sídel v Chorvatsku, H
- Seznam sídel v Chorvatsku, I
- Seznam sídel v Chorvatsku, J
- Seznam sídel v Chorvatsku, K
- Seznam sídel v Chorvatsku, L
- Seznam sídel v Chorvatsku, M
- Seznam sídel v Chorvatsku, N
- Seznam sídel v Chorvatsku, O
- Seznam sídel v Chorvatsku, P
- Seznam sídel v Chorvatsku, R
- Seznam sídel v Chorvatsku, S
- Seznam sídel v Chorvatsku, Š
- Seznam sídel v Chorvatsku, T
- Seznam sídel v Chorvatsku, U
- Seznam sídel v Chorvatsku, V
- Seznam sídel v Chorvatsku, Z
- Seznam sídel v Chorvatsku, Ž

### Podle žup
- Seznam sídel v Bjelovarsko-bilogorské župě
- Seznam sídel v Brodsko-posávské župě
- Seznam sídel v Dubrovnicko-neretvanské župě
- Seznam sídel v Istrijské župě
- Seznam sídel v Karlovacké župě
- Seznam sídel v Koprivnicko-križevecké župě
- Seznam sídel v Krapinsko-zagorské župě
- Seznam sídel v Licko-senjské župě
- Seznam sídel v Mezimuřské župě
- Seznam sídel v Osijecko-baranjské župě
- Seznam sídel v Požežsko-slavonské župě
- Seznam sídel v Přímořsko-gorskokotarské župě
- Seznam sídel v Sisacko-moslavinskéské župě
- Seznam sídel ve Splitsko-dalmatské župě
- Seznam sídel v Šibenicko-kninské župě
- Seznam sídel ve Varaždinské župě
- Seznam sídel ve Viroviticko-podrávské župě
- Seznam sídel ve Vukovarsko-sremské župě
- Seznam sídel v Zadarské župě
- Seznam sídel v Záhřebské župě